# Église de Jésus-Christ des Saints des Derniers Jours au Togo
 (avril 2025).
La mise en forme du texte ne suit pas les recommandations de Wikipédia : il faut le « wikifier ».
Les points d'amélioration suivants sont les cas les plus fréquents. Le détail des points à revoir est peut-être précisé sur la page de discussion.
- Les titres sont pré-formatés par le logiciel. Ils ne sont ni en capitales, ni en gras.
- Le texte ne doit pas être écrit en capitales (les noms de famille non plus), ni en gras, ni en italique, ni en « petit »…
- Le gras n'est utilisé que pour surligner le titre de l'article dans l'introduction, une seule fois.
- L'italique est rarement utilisé : mots en langue étrangère, titres d'œuvres, noms de bateaux, etc.
- Les citations ne sont pas en italique mais en corps de texte normal. Elles sont entourées par des guillemets français : « et ».
- Les listes à puces sont à éviter, des paragraphes rédigés étant largement préférés. Les tableaux sont à réserver à la présentation de données structurées (résultats, etc.).
- Les appels de note de bas de page (petits chiffres en exposant, introduits par l'outil «  Source ») sont à placer entre la fin de phrase et le point final[comme ça].
- Les liens internes (vers d'autres articles de Wikipédia) sont à choisir avec parcimonie. Créez des liens vers des articles approfondissant le sujet. Les termes génériques sans rapport avec le sujet sont à éviter, ainsi que les répétitions de liens vers un même terme.
- Les liens externes sont à placer uniquement dans une section « Liens externes », à la fin de l'article. Ces liens sont à choisir avec parcimonie suivant les règles définies. Si un lien sert de source à l'article, son insertion dans le texte est à faire par les notes de bas de page.
- La présentation des références doit suivre les conventions bibliographiques. Il est recommandé d'utiliser les modèles {{Ouvrage}}, {{Chapitre}}, {{Article}}, {{Lien web}} et/ou {{Bibliographie}}. Le mode d'édition visuel peut mettre en forme automatiquement les références.
- Insérer une infobox (cadre d'informations à droite) n'est pas obligatoire pour parachever la mise en page.

Pour une aide détaillée, merci de consulter Aide:Wikification.
Si vous pensez que ces points ont été résolus, vous pouvez retirer ce bandeau et améliorer la mise en forme d'un autre article.
L'Église de Jésus-Christ des Saints des Derniers Jours au Togo fait référence à l'Église de Jésus-Christ des saints des derniers jours (Église SDJ) et à ses membres au Togo. C'était un petit groupe qui a été formé en 1997 et est devenu une branche en 1999. En 2022, il y avait plus de 6 500 membres répartis en 23 congrégations. 

## Histoire
Dieudonné Attiogbe est devenu membre de l'Église LDS en 1989, alors que lui et son père vivaient en Angleterre. De retour chez lui, il a découvert que l’Église LDS n’était pas présente au Togo. Il a envoyé des lettres au siège de l’Église en Afrique du Sud, qui a ensuite envoyé une lettre à Salt Lake City demandant si un groupe pouvait être organisé. Dieudonné Attiogbe a reçu une autorisation provisoire pour organiser un groupe et a reçu une liste de 70 personnes qui ont été baptisées à l'étranger et qui sont revenues au Togo Le 15 juillet 1997, James O. Mason (en), qui était président de la région Afrique de l'Église, a organisé le groupe de Lomé Togo, avec Agnon Ameri Didier comme ancien président.
Le 19 février 1999, le Togo est passé sous tutelle de la mission d'Abidjan en Côte d'Ivoire, et le premier couple missionnaire fut Demoine A. et Joyce Findlay, a commencé son travail missionnaire au Togo. Trois jours plus tard, le 21 février 1999, la branche de Lomé, la première au Togo, est organisée avec Dieudonné Attiogbe comme président de branche (en). Le séminaire et l'institut ont commencé la même année. La reconnaissance légale de l’Église LDS a été accordée en juillet 2000. La première conférence de la branche de Lomé a eu lieu le 17 décembre 2000. En 2009, le premier district de l'église a été organisé à Lomé. Le 8 décembre 2013, le pieu de Lomé Togo, le premier au Togo, a été organisé. Un deuxième pieu a été organisé à Lomé en 2017.  
L'Église LDS a mené plusieurs projets humanitaires et de développement au Togo entre 1985 et 2019, qui comprenaient des projets communautaires, des initiatives de vaccination, des soins aux nouveau-nés et prénatals et des dons de fauteuils roulants;

## Enjeux
En novembre 2024, le Togo comptait les pieux et congrégations suivants :
Pieu d'Agoé de Lomé Togo (créé le 7 mai 2023)
- Branche d'Adétikopé
- Quartier d'Adidogome
- Quartier d'Agoe Nyive
- Quartier d'Apedokoe
- Quartier de Djagble
- Branche Djidlolé
- Quartier de Kélegougan
- Branche de Legbassito
- Quartier de Sanguéra
- Succursale de Tsevie

Pieu de Lomé Togo Be (créé le 20 décembre 2009)
- Quartier d'Adakpamé
- Quartier d'Anfame
- Quartier d'Attiegou
- Quartier de Baguida
- 1er arrondissement de Be-Kpota
- 2e arrondissement de Be-Kpota
- Quartier Hédzranawoé
- Branche de Kpogan

Pieu Tokoin de Lomé Togo (créé le 22 octobre 2017)
- Quartier Ablogame
- Quartier d'Akodessewa
- Quartier Doumassesse
- Quartier de Souzanetime
- Quartier de Tokoin
- Quartier Wuiti
- Succursale de Kodjoviakope

Les congrégations directement administrées par la Mission Bénin Cotonou comprennent :
- Agence de Kpalimé
- Branche de Tabligbo
- Mission de Cotonou au Bénin

La branche de la mission de Cotonou au Bénin sert les membres de l'Église qui ne sont pas à proximité d'une salle de réunion et ne fait pas partie d'un pieu ou d'un district. Les congrégations qui ne font pas partie d’un pieu sont appelées branches, quelle que soit leur taille. 

## Missions
Le Togo a été affecté à la mission Côte d’Ivoire en 1999. Peu de temps après, la mission de Côte d'Ivoire a été rebaptisée mission d'Abidjan de Côte d'Ivoire pour répondre aux directives de dénomination des missions de l'Église. La mission Cape Coast du Ghana a été organisée le 1er juillet 2005, dont le Bénin faisait partie. Le 1er juillet 2011, la mission Bénin Cotonou a été créée. La mission couvre les pays du Bénin et du Togo.

## Temples
Il n'y a pas de temples au Togo. Le Togo est actuellement situé dans le district du temple d'Accra au Ghana (en).